# WWF Over the Edge
Over the Edge – zakończony cykl gal profesjonalnego wrestlingu produkowanych w maju przez World Wrestling Federation i nadawanych na żywo w systemie pay-per-view. Cykl został stworzony w 1998 i jego pierwsza gala była częścią cyklu In Your House. Został wycofany po tym jak Owen Hart, członek i wrestler WWF, zmarł podczas emisji edycji gali z 1999 kiedy to spadł na ring z dużej wysokości podczas wejściówki do ringu.
Stone Cold Steve Austin brał udział w walkach wieczoru obu gal. Dodatkowo bronił on WWF Championship jako posiadacz owego tytułu.

## Lista gal
| Gala                                      | Lokalizacja           | Arena                  | Walka wieczoru                                                                          |
| ----------------------------------------- | --------------------- | ---------------------- | --------------------------------------------------------------------------------------- |
| Over the Edge: In Your House 31 maja 1998 | Milwaukee, Wisconsin  | Wisconsin Center Arena | Stone Cold Steve Austin (c) vs. Dude Love Falls Count Anywhere match o WWF Championship |
| Over the Edge (1999) 23 maja 1999         | Kansas City, Missouri | Kemper Arena           | Stone Cold Steve Austin (c) vs. The Undertaker Singles match o WWF Championship         |

## Wyniki gal

### Over the Edge: In Your House
Over the Edge: In Your House – gala wrestlingu wyprodukowana przez World Wrestling Federation (WWF). Odbyła się 31 maja 1998 w Wisconsin Center Arena w Milwaukee w stanie Wisconsin. Emisja była przeprowadzana na żywo w systemie pay-per-view. Była to dwudziesta druga gala w chronologii cyklu In Your House, a także pierwsza w chronologii cyklu Over the Edge.
Podczas gali odbyło się osiem walk. Walką wieczoru był Falls Count Anywhere match z sędziami specjalnymi Mr. McMahonem i The Undertakerem; Stone Cold Steve Austin pokonał Dude’a Love’a i obronił WWF Championship. Ponadto Kane pokonał Vadera w Mask vs. Mask matchu, a The Rock obronił WWF Intercontinental Championship pokonując Faarooqa.
| Nr                                 | Wyniki | Stypulacje                                                                                            | Czas  |
| ---------------------------------- | --- | --- | ----- |
| 1                                  | LOD 2000 (Hawk i Animal) (z Sunny i Drozem) pokonali The Disciples of Apocalypse (Skulla i 8-Balla) (z Chainzem)                                            | Tag team match                                                                                        | 09:57 |
| 2                                  | Jeff Jarrett (z Tennesseem Lee) pokonał Steve’a Blackmana                                                                                                   | Singles match                                                                                         | 10:15 |
| 3                                  | Marc Mero pokonał Sable | Singles match                                                                                         | 00:20 |
| 4                                  | Kaientai (Dick Togo, Men’s Teioh i Sho Funaki) (z Yamaguchi-san) pokonali Takę Michinoku i Justina Bradshawa                                                | Handicap match                                                                                        | 09:52 |
| 5                                  | The Rock (c) pokonał Faarooqa | Singles match o WWF Intercontinental Championship                                                     | 05:07 |
| 6                                  | Kane (z Paulem Bearerem) pokonał Vadera | Mask vs. Mask match                                                                                   | 07:20 |
| 7                                  | The Nation (Owen Hart, Kama Mustafa i D’Lo Brown) (z Markiem Henrym) pokonali D-Generation X (Triple H’a, Billy’ego Gunna i Road Dogga) (z Chyną i X-Pacem) | Six-man tag team match                                                                                | 18:33 |
| 8                                  | Stone Cold Steve Austin (c) pokonał Dude Love’a | Falls Count Anywhere match o WWF Championship z sędziami specjalnymi Mr. McMahonem i The Undertakerem | 22:27 |
| (c) – mistrz/mistrzyni przed walką | | |       |

### 1999
Over the Edge (1999) – gala wrestlingu wyprodukowana przez World Wrestling Federation (WWF). Odbyła się 23 maja[1999 roku w Kemper Arena w Kansas City w stanie Missouri. Była to druga i ostatnia gala z cyklu Over the Edge.
Podczas gali doszło do tragicznego wypadku, w którym zginął Owen Hart. Hart miał na tej gali zawalczyć z The Godfatherem o tytuł WWF Intercontinental Championship. Podczas wejścia na ring Hart, występujący jako Blue Blazer, wykonywał popisowy zjazd na linie, gdy w pewnym momencie zatrzaski lin na szelkach asekuracyjnych otworzyły się, przez co Owen Hart spadł z wysokości 15 metrów uderzając głową o ring. Zmarł w drodze do szpitala. Gali nie wydano na DVD do czasu startu WWE Network w 2014 i umieszczenia tam wszystkich gal pay-per-view federacji.
Podczas gali odbyło się dziesięć walk, w tym trzy będące częścią niedzielnej tygodniówki Sunday Night Heat. W walce wieczoru The Undertaker pokonał Stone Cold Steve’a Austina i odebrał od niego WWF Championship, zaś sędziami specjalnymi walki byli Mr. McMahon oraz Shane McMahon.
| Nr                                                                                            | Wyniki | Stypulacje                                                                                 | Czas  |
| --------------------------------------------------------------------------------------------- | --- | ------------------------------------------------------------------------------------------ | ----- |
| 1H                                                                                            | Meat (z Jacqueline, Ryan Shamrock i Terri Runnels) pokonał Briana Christophera (ze Scottem Taylorem)                                            | Singles match                                                                              | –     |
| 2H                                                                                            | The Hardy Boyz (Matt i Jeff Hardy) pokonali The Blue Meaniego i Goldusta                                                                        | Tag team match                                                                             | –     |
| 3H                                                                                            | Mr. McMahon (z Geraldem Brisco i Patem Pattersonem) vs. Mideon (z Big Boss Manem, Bradshawem, Faarooqem i Viscerą) zakończyło się bez rezultatu | Singles match                                                                              | –     |
| 4                                                                                             | Kane i X-Pac (c) pokonali D’Lo Browna i Marka Henry’ego (z Ivory)                                                                               | Tag team match o WWF Tag Team Championship                                                 | 14:44 |
| 5                                                                                             | Al Snow (c) pokonał Hardcore Holly’ego | Hardcore match o WWF Hardcore Championship                                                 | 12:53 |
| 6                                                                                             | Nicole Bass i Val Venis pokonali Debrę i Jeffa Jarretta                                                                                         | Mixed tag team match                                                                       | 06:07 |
| 7                                                                                             | Billy Gunn pokonał Road Dogga | Singles match                                                                              | 11:14 |
| 8                                                                                             | Big Show, Ken Shamrock, Mankind i Test pokonali The Corporate Ministry (Big Boss Mana, Bradshawa, Faarooqa i Viscerę)                           | Eight-man tag team elimination match                                                       | 14:58 |
| 9                                                                                             | The Rock pokonał Triple H’a (z Chyną) przez dyskwalifikację                                                                                     | Singles match                                                                              | 11:41 |
| 10                                                                                            | The Undertaker (z Paulem Bearerem) pokonał Stone Cold Steve’a Austina (c)                                                                       | Singles match o WWF Championship z sędziami specjalnymi Mr. McMahonem i Shane’em McMahonem | 22:58 |
| (c) – mistrz/mistrzyni przed walkąH – walka była transmitowana przed PPV na Sunday Night Heat | |                                                                                            |       |